# Ahldorf
Ahldorf ist ein Ortsteil der Stadt Horb am Neckar im Landkreis Freudenstadt in Baden-Württemberg.
Der Stadtteil Ahldorf ist seit dem 1. August 1971 in die Große Kreisstadt Horb eingemeindet.

## Geographie
Ahldorf liegt rund 6,5 km östlich von Horb auf einer Hochebene zwischen den Neckartalhängen und der Autobahn A 81. Zur Autobahn-Anschlussstelle sind es 2 km.
Auch aufgrund der Nähe zur Autobahn entwickelte Ahldorf sich zu einer beliebten Wohngemeinde. In Ahldorf sind einige mittlere und kleinere Gewerbebetriebe angesiedelt. Das Vereinsleben in Ahldorf ist gut entwickelt.

## Kultur und Sehenswürdigkeiten

### Bauwerke
- Pfarrkirche St. Konrad und Pelagius
- Burg Ahldorf